# Mourentán
Mourentán (llamada oficialmente San Cristovo de Mourentán) es una parroquia del municipio español de Arbo, en la provincia de Pontevedra, Galicia.

## Toponimia
La parroquia también es conocida por los nombres de San Cristóbal de Mourentán y San Cristóbal P. de Mourentán.

## Historia
Hacia mediados del siglo XIX, el lugar, por entonces referido como una feligresía, tenía contabilizada una población de 1252 habitantes. Aparece descrito en el undécimo volumen del Diccionario geográfico-estadístico-histórico de España y sus posesiones de Ultramar de Pascual Madoz con las siguientes palabras:

MOURENTAN (San Cristobal): felig. en la prov. de Pontevedra (8 leg.), part. jud. de Cañiza (1), dióc. de Tuy (5), ayunt. de Arbo (1/2): sit. al estremo merid. de la prov, á la der. é inmediaciones del r. Deba; con buena ventilacion y clima saludable. Comprende los barrios de Abeleuda, Barcia, Cobas, Cuarto, Esmoriz y Saude que reunen 400 casas; y escuela de primeras letras frecuentada por 56 niños y 6 niñas, cuyo maestro no tiene dotacion fija: para surtido de los vec. hay abundantes fuentes en la poblacion y el término. La igl. parr. (San Cristóbal) se halla servida por un cura de segundo ascenso y de provision real y ecl. Tiene 5 ermitas en el pueblo tituladas San Juan, San Roque, San Lorenzo, Sta. Marta y San Mauro, y una en el término (San Felipe) sit. en la falda de un monte desp. Confina N. Limeda; E. Cequelinos; S. r. Miño, y O. Cabeiras. Corre de N. á S. el espresado r. Deba el cual nace en las montañas de Petau, baña por la der. el barrio de Barcia, por la izq. el de Saude y parte del de Mourentan y confluye en el Miño cerca de este último punto, en el cual tiene un puente de piedra, y otro de madera á las inmediaciones de Luneda para facilitar su tránsito. El terreno participa de monte y llano y es de buena calidad: los caminos son locales, atravesando tambien por la felig. de que hablamos el que conduce á Tuy, Crecente y Gañiza; en cuya cap. reciben el correo los interesados. prod.: maiz, centeno, trigo, cebada, vino y toda clase de legumbres; cria ganado vacuno y lanar; hay caza de perdices, conejos y liebres, y pesca de lampreas, sabalos y salmones. ind. y comercio: la agrícola y algunos molinos harineros; consistiendo las especulaciones comerciales en la esportacion de vino, él importacion de algunos artículos coloniales y ultramarinos. pobl.: 313 vec., 1252 alm. contr.: con su ayunt. (V.)
(Madoz, 1848, pp. 661-662)

## Organización territorial
La parroquia está formada por sesenta y tres entidades de población, constando cincuenta y nueve de ellas en el nomenclátor del Instituto Nacional de Estadística español:

### Entidades de población
Entidades de población que forman parte de la parroquia:
- Abelenda del Cuarto (A Abalenda do Cuarto)
- Balouta (A Valouta)
- Cabada (Cavada)
- Cabadas (As Cavadas)
- Canabal (O Canaval)
- Carballal (O Carballal)
- Carballeira (A Carballeira)
- Casanova del Cuarto (A Casanova do Cuarto)(Casanova do Cuarto)
- Choya (A Choia)(Choia)
- Cobas de Abajo (Covas de Abaixo)
- Cobas de Arriba (Covas de Arriba)
- Corbaceiras (As Corvaceiras)
- Corredoira (A Corredoira)
- Coto de Barcia (O Coto de Barcia)
- Coto de Cobas (O Coto de Covas)
- Coto de Sande (O Coto de Sande)
- Covelo (O Covelo)
- Cruz (A Cruz)
- Cuqueira (A Cuqueira)
- Doños (Os Doños)
- Eirado (O Eirado)
- Esmoriz
- Fenteira (A Fenteira)
- Fontán
- Fraguiña (A Fraguiña)
- Groy (Agroi)(Groi)
- Hermida (A Ermida)
- Iglesia (A Igrexa)(Igrexa)
- Jijanes (Xixáns)
- Jimezo (O Xumezo)(Ximezo)
- Ladeira (A Ladeira)
- Lomba (A Lomba)
- Mato (O Mato)
- Meixoeiro (O Meixoeiro)
- Nogueira (A Nogueira)[10]
- Novas (Novás)
- Outeiro de Abelenda (O Outeiro de Abelenda)
- Paravedra
- Pazo de Sande (O Pazo de Sande)
- Pereira (A Pereira)
- Pimende
- Pividal (O Pibidal)
- Pombeiro (O Pombeiro)
- Portela (A Portela)
- Pozo (O Pozo)
- Rande
- Reguengo (O Reguengo)
- Riás
- Rocha (A Rocha)
- San Roque
- Souto (O Souto)
- Toural (O Toural)
- Travazos (Trabazos)
- Ventana (A Ventana)
- Vieiro (O Vieiro)
- Vilariño

### Despoblados
Despoblados que forman parte de la parroquia:
- Baliño (Valiño)
- Currillo (O Currillo)
- Eira (A Eira)
- Louredo
- Negráns (As Negráns)
- Rotea (A Rotea)
- Searas (As Searas)

## Demografía
| Gráfica de evolución demográfica de Mourentán entre 2000 y 2023 |
|                                                                 |
| Datos según el nomenclátor publicado por el INE.                |

## Patrimonio
- Iglesia de San Cristóbal.[9]